# Ron Holgate
Ronald Holgate, detto Ron (Aberdeen, 26 maggio 1937), è un basso-baritono e attore statunitense, vincitore del Tony Award al miglior attore non protagonista in un musical nel 1969.
Ha recitato in numerosi musical a Broadway, tra cui Milk and Honey (1961), A Funny Thing Happened on the Way to the Forum (1962), 1776 (1969), Sondheim: A Musical Tribute (1973), Grand Tour (1979), Guys and Dolls (1992), Annie Get Your Gun (1999) e Kiss Me Kate (1999). Ha recitato anche in molteplici tour e produzioni regionali, tra cui: Do I Hear A Waltz? (New Jersey, 1966), A Little Night Music (New Jersey, 1975), Funny Girl (1976), Show Boat (1980), Carousel (1980), Annie (1981), 42nd Street (1983), Urinetown (2003), The Scottsboro Boys (2012) e Casanova (2013).
È stato sposato con Dorothy Collins dal 1966 al 1977 e con Anny DeGange, da cui ha avuto tre figlie, dal 1989.

## Filmografia parziale
- 1776, regia di Peter H. Hunt (1972)